# Laverne Cox
Laverne Cox (Mobile, 29 maggio 1972) è un'attrice, modella, personaggio televisivo, produttrice televisiva e attivista statunitense.
È nota per il ruolo di Sophia Burset nella serie televisiva Orange Is the New Black. È la prima persona transgender candidata agli Emmy in un ruolo d'attrice e ad apparire sulla copertina della rivista Time. È stata inoltre la prima persona transgender a ricevere nel 2015 una statua di cera al museo Madame Tussauds.

## Biografia
Laverne è nata a Mobile, in Alabama. Ha un fratello gemello di nome M. Lamar, che ha interpretato Sophia Burset nelle due puntate della serie Orange Is the New Black, che rappresentano il personaggio prima della sua transizione sessuale da uomo a donna.
Nel 2014 appare nel quarto episodio della seconda stagione della serie TV Faking It - Più che amiche, in cui interpreta Margot. Nel 2016 riceve il ruolo di attrice protagonista nel remake The Rocky Horror Picture Show: Let's Do the Time Warp Again, interpretando il protagonista Frank-N-Furter. Nel 2022 interpreta il ruolo della personal trainer Kacy Duke nella serie Inventing Anna. Nel 2024 interpreta la diabolica dottoressa Nyah Cable nel film Uglies diretto da McG.

## Filmografia

### Cinema
- Musical Chairs, regia di Susan Seidelman (2011)
- Grandma, regia di Paul Weitz (2015)
- Freak Show, regia di Trudie Styler (2017)
- Sai tenere un segreto? (Can You Keep a Secret?), regia di Elise Duran (2019)
- Charlie's Angels, regia di Elizabeth Banks (2019) – cameo
- Bad Hair, regia di Justin Simien (2020)
- Una donna promettente (Promising Young Woman), regia di Emerald Fennell (2020)
- Disclosure (Disclosure: Trans Lives on Screen), regia di Sam Feder – documentario (2020)
- Jolt - Rabbia assassina (Jolt), regia di Tanya Wexler (2021)
- Uglies, regia di McG (2024)

### Televisione
- Law & Order - Unità vittime speciali (Law & Order: Special Victims Unit) – serie TV, episodio 9x16 (2008)
- Law & Order - I due volti della giustizia (Law & Order) – serie TV, episodio 19x06 (2008)
- Bored to Death - Investigatore per noia (Bored to Death) – serie TV, episodio 1x01 (2009)
- Orange Is the New Black – serie TV, 40 episodi (2013-2019)
- Faking It - Più che amiche (Faking It) – serie TV, episodio 2x04 (2014)
- Girlfriends' Guide to Divorce – serie TV, episodio 1x04 (2014)
- The Mindy Project – serie TV, episodi 3x20-4x03-6x06 (2015-2017)
- The Rocky Horror Picture Show: Let's Do the Time Warp Again, regia di Kenny Ortega – film TV (2016)
- Doubt - L'arte del dubbio (Doubt) – serie TV, 13 episodi (2017)
- Weird City – serie TV, episodio 1x04 (2019)
- Curb Your Enthusiasm – serie TV, episodio 10x04 (2019)
- Dear White People – serie TV, episodio 3x07 (2019)
- The Blacklist – serie TV, episodio 8x10 (2021)
- Inventing Anna, regia di David Frankel, Ellen Kuras, Nzingha Stewart, Tom Verica e Daisy von Scherler Mayer – miniserie TV, 9 puntate (2022)
- Clean Slate, regia di Matthew A. Cherry, Zackary Drucker, Princess Monique Filmz, Nisha Ganatra, Jett Garrison, Linda Mendoza, Keith Powell e Randall Keenan Winston - miniserie TV, 8 puntate (2025)

## Programmi televisivi
- TRANSform Me – programma TV, 8 puntate (2010)
- Lip Sync Battle – programma TV, 2 puntate (2016-2018)
- Glam Masters – programma TV, 8 puntate (2018) – conduttrice

## Discografia parziale

### Singoli
- 2018 - Beat For The Gods
- 2019 - Welcome Home

### Partecipazioni
- 2016 - AA.VV. The Rocky Horror Picture Show: Let's Do the Time Warp Again

## Doppiatori italiani
Nelle versioni in italiano delle opere in cui ha recitato, Laverne Cox è stata doppiata da:
- Andrea Lavagnino in Orange Is the New Black, Doubt - L'arte del dubbio
- Laura Romano in Inventing Anna, Uglies
- Laura Lenghi in The Blacklist
- Vittoria Schisano in Orange Is the New Black (ridoppiaggio)[3]
- Monica Ward in Una donna promettente
- Cristiana Rossi in Jolt - Rabbia assassina